# Edward Alan Knapp

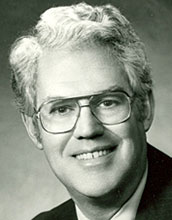
Edward Alan Knapp, Anfang der 1980er-Jahre

Edward Alan Knapp (* 7. März 1932 in Salem, Oregon; † 17. August 2009 in Santa Fe, New Mexico) war ein US-amerikanischer Physiker, der auf dem Gebiet der Teilchenphysik arbeitete. Von 1982 bis 1984 war er Direktor der National Science Foundation.

## Leben
Knapp studierte bis 1954 am Pomona College in Claremont, Kalifornien, mit dem Bachelor-Abschluss. Anschließend ging er an die University of California, Berkeley, wo er 1958 mit einer experimentellen Arbeit zur Photoerzeugung von Pionen promoviert wurde. Während seiner ganzen Forscherkarriere arbeitete er auf dem Gebiet der Teilchenphysik. 1959 wechselte er an das Los Alamos National Laboratory (LANL), wo er in verschiedenen Positionen bis 2009 tätig war. Ab 1962 war er maßgeblich bei der Projektierung und beim Bau der Los Alamos Meson Physics Facility (LAMPF) beteiligt, speziell beim Design und der Konstruktion der Linearbeschleuniger-Sektion.  1976 gründete er am LANL die Abteilung für Beschleunigertechnologie, deren Leitung er übernahm.
1982 wurde er für kurze Zeit Assistant Director der National Science Foundation (NSF), bevor er Ende 1982 zum Direktor der NSF ernannt wurde. Diesen Posten hatte er bis Mitte 1984. Von 1986 bis 1989 war er Präsident der Universities Research Association und von 1991 bis 1995 Präsident des Santa Fe Institute.
Knapp wurde 1972 Fellow der American Physical Society und 1984 der American Association for the Advancement of Science.